# Lippertsche Verlagsbuchhandlung & Hallesches Antiquariat
Die Lippertsche Verlagsbuchhandlung & Hallesches Antiquariat ist eine Sortimentsbuchhandlung mit Antiquariat und Verlag mit Sitz in 49545 Tecklenburg (HRA 8398) – AG Steinfurt.

## Geschichte und Entwicklung
Die Lippertsche Buchhandlung lässt sich bereits im Jahr 1804 als Antiquariat nachweisen. Das genaue Gründungsjahr ist unbekannt. Es wird angenommen, dass sie mindestens seit 1799 besteht, wobei Johann Christian Lippert bereits am 9. September 1791 als „Universitäts-Antiquarius“ in die Universitäts-Matrikel eingetragen wurde (Deutsches Familienarchiv, S. 266). Sie befand sich in Halle zunächst in der Schulgasse (heute Schulstraße) im Haus Nr. 143, dann am Alten Markt im Haus Nr. 495 (später Alter Markt 7, heute Alter Markt 3) und wieder später in der Großen Steinstraße 82. Im Jahr 1869 erwarb Max Niemeyer die Buchhandlung, behielt aber den historischen Namen bei. Später stieg sein Sohn Hermann Niemeyer in das Geschäft ein.
Der Standort in der Großen Steinstraße 79 wurde seit den 1890er Jahren genutzt, wobei sich die Buchhandlung die meiste Zeit im Nachbarhaus Große Steinstraße 77/78 befand, das im Jahr 1893 im Auftrag von Max Niemeyer erbaut wurde. Im Jahr 2010 wurde dieser Standort aufgegeben und die Buchhandlung zog in die Waisenhausbuchhandlung (Franckeplatz 5) um.
Die Buchhandlung von Hermann Niemeyer wurde 1949 enteignet, in das Haus kam 1953 die Universitätsbuchhandlung und 1958 das Hallesche Antiquariat des Volksbuchhandels. Nach der Wiedervereinigung von 1990 erhielten Edmund Baron und Jörg Hebestedt 1991 von der Treuhand den Zuschlag, um den traditionsreichen Namen Lippertsche Buchhandlung neu zu beleben.
Im Jahr 2024 wurden die Rechte am Namen und der Warenbestand vom Verleger Thomas Richard Kämmerer, Geschäftsführer des Ugarit-Verlags in Tecklenburg, übernommen. Seit dem 6. Februar 2025 wird die Lippertsche Buchhandlung unter dem eingetragenen Firmennamen Lippertsche Verlagsbuchhandlung & Hallesches Antiquariat in Halle fortgeführt (HRA 9398).

## Verlagsbuchhandlung
Die Lippertsche Verlagsbuchhandlung & Hallesches Antiquariat bietet auch Verlagsdienstleistungen an. Sie verfügt über eine Tradition seit 1799 und veröffentlicht Bücher in verschiedenen Fachbereichen. Die Verlagsbuchhandlung legt laut Eigenaussage Wert auf Qualität, Nachhaltigkeit und ethische Prinzipien im Verlagsprozess.

## Hallesches Antiquariat für Grafiken
Angeschlossen ist ein Antiquariat für Kupfer- und Stahlstiche aus dem 17. bis 20. Jahrhundert.